# Nesle-l'Hôpital
Nesle-l'Hôpital é uma comuna francesa na região administrativa de Altos da França, no departamento de Somme. Estende-se por uma área de 4,8 km². Em 2010 a comuna tinha 159 habitantes (densidade: 33,1 hab./km²).